# Gaetano Pedullà
Gaetano Pedullà (Catania, 5 gennaio 1967) è un politico, giornalista, editore e saggista italiano, fondatore del quotidiano La Notizia.

## Biografia
Nato a Catania nel 1967, figlio di un chirurgo calabrese originario di Locri (Reggio Calabria), si è laureato  in scienze politiche. Durante il periodo universitario ha fatto parte del Movimento Giovanile della Democrazia Cristiana, ed è stato componente della segreteria dei Giovani CISL di Catania come responsabile dell'ufficio occupazione e lavoro, presidente del Centro studi Piersanti Mattarella (1986-89), e consigliere di amministrazione dell'Università degli Studi di Catania.
Giornalista professionista dal 1989, inizia la sua attività nell'emittente locale catanese Telejonica, di cui è stato vicedirettore e curatore del programma Catania Oggi. Passa successivamente a Telesiciliacolor, dove cura la trasmissione Botta e Risposta. Alla fine degli anni novanta, Pedullà si trasferisce a Roma, dove attualmente vive. Lavora dapprima presso il quotidiano Italia Oggi, di cui è stato redattore economico dal 1999 al 2002, per poi approdare a L'Unione Sarda, di cui è stato nel 2002-03 capo servizio economia. Nel 2006-07 è stato direttore de Il Tempo. Dal 2007 al 2012 è stato direttore del notiziario dell'emittente televisiva romana T9 del Gruppo Caltagirone, dove è stato anche conduttore del programma di approfondimento informativo Nove di Sera.
Nel 2013 ha fondato il quotidiano La Notizia, di cui assume anche la direzione fino alla elezione alla carica di eurodeputato avvenuta nel 2024.
Compariva tra i principali opinionisti sulla politica sulle reti Rai, Mediaset e su LA7, soprattutto nella fascia mattutina.

### Attività politica
In vista delle elezioni europee del 2024, dopo esser stato scelto nelle consultazioni interne degli iscritti del Movimento 5 Stelle come il più votato con 988 preferenze, viene candidato al Parlamento europeo tra le sue liste nella circoscrizione Italia nord-occidentale in seconda posizione.
Pedullà risulta eletto come primo della lista con 15.902 preferenze.

## Opinionista
- Ore 14 (Rai 2)
- Agorà (Rai 3)
- Dritto e rovescio (Rete 4)
- Mattino Cinque (Canale 5)
- Omnibus (LA7)
- Coffee Break (LA7)

## Opere
- Gaetano Pedullà e Renato Altissimo, L'inganno di Tangentopoli. Dialogo sull'Italia a vent'anni da Mani pulite, prefazione di Giuliano Ferrara, Venezia, Marsilio Editore, 2012, ISBN 978-88-317-1297-2.